# Windows 8.1
O Windows 8.1 (codinome Windows Blue) foi uma versão do Microsoft Windows, série de sistemas operacionais comercializados pela Microsoft para computadores, tablets e laptops. Foi o sucessor do Windows 8. Foi anunciado no dia 14 de maio de 2013 e a versão final foi lançada e disponibilizada para consumidores e para o público em geral em 17 de outubro de 2013. A nova versão foi disponibilizada para download via MSDN e Technet e disponível como uma atualização gratuita para todos os usuários do Windows 8 e Windows RT através da Windows Store. 
O Windows 8.1 visava resolver reclamações de usuários do sistema operacional anterior, o Windows 8. Os aprimoramentos visíveis incluem uma Tela Iniciar melhorada com novas opções de personalização das Live Titles, adição de novos aplicativos na interface Metro, integração com OneDrive, lançamento do Internet Explorer 11 (IE11), um sistema de busca aprimorado integrado com o Microsoft Bing e um Painel de Controle da Metro UI mais completo. O Windows 8.1 também adicionou suporte para novas tecnologias como displays de alta resolução, impressoras 3D, Wi-Fi Direct, streaming via Miracast, sistema de arquivos ReFS além correções de compatibilidade e bugs do sistema anterior. Em 12 de janeiro de 2016, a Microsoft anunciou que os usuários do Windows 8 precisariam atualizar para o Windows 8.1 ou Windows 10 para suporte contínuo.
O Windows 8.1 recebeu uma recepção mais positiva que o Windows 8, com os críticos elogiando as novas funcionalidades de personalização em comparação ao outro sistema, sua integração com o OneDrive, seus ajustes na interface do usuário e a adição de tutoriais para melhorar a experiência também foram elogiados. Apesar dessas melhorias, o Windows 8.1 ainda foi criticado por não corrigir todos os problemas do Windows 8, como a péssima integração entre aplicativos no estilo Metro e na interface de desktop e implicações de privacidade do uso serviços de online. Em dezembro de 2022, 2,59% dos PCs do mercado estavam executando o Windows 8.1.

## Desenvolvimento

### Versões de testes

#### Windows 8.1 Consumer Preview
No início de 2013, a Microsoft liberou apenas para beta-testers uma versão de testes do Windows 8.1 (intitulada Windows 8.1 Consumer Preview). O código de compilação desta versão de testes é 9394.[carece de fontes?]

#### Windows 8.1 Preview
No dia 26 de Julho de 2013, a Microsoft liberou uma versão de testes do Windows 8.1 (intitulada Windows 8.1 Preview) em formato ISO. Esta versão de testes, que expirou em 15 de janeiro de 2014, foi a única liberada para o público. O código de compilação desta versão de testes é 9431.[carece de fontes?]

### Windows 8.1 RTM
A versão RTM do Windows 8.1 foi disponibilizada para o público em geral no dia 17 de Outubro de 2013. O código de compilação é 9600.[carece de fontes?]

### Atualização do Windows 8.1

#### Windows 8.1 Update 1
Foi cogitado para abril de 2014 o lançamento do Windows 8.1 Update 1, que era uma grande atualização do Windows 8.1. Ele trouxe algumas mudanças, com foco nos computadores com mouse e teclado.

## Recursos

### Internet Explorer 11
A a(c)tualização para o Windows 8.1 traz o Windows Internet Explorer 11, cuja versão de área de trabalho teve poucas mudanças em relação à versão anterior, porém, sua versão Metro foi bem alterada.[carece de fontes?]

### Botão Iniciar
Devido a inúmeras reclamações e críticas, a Microsoft confirmou a volta do Botão Iniciar na barra de tarefas da área de trabalho do sistema operacional; entretanto, ele é um atalho para a Tela Inicial do Windows 8.1, que, porém, não se assemelha ao Menu Iniciar das versões da plataforma do Windows do Windows 95 ao Windows 7. Entretanto, ao clicar com o botão direito do mouse no botão Iniciar, aparecerão várias funções do antigo Menu Iniciar.

### Personalização e interface
O Windows 8.1 conserva a mesma interface do Windows 8 (a interface Metro UI), porém possui mais opções de personalização, como a possibilidade de usar o mesmo papel de parede da área de trabalho na tela inicial. Os blocos dinâmicos agora possuem quatro tamanhos diferentes. A Microsoft aplicou algumas pequenas alterações para deixar a interface Metro UI mais acessível não só para telas sensíveis ao joia, mas também para quem usa mouse e teclado.
Com o Windows 8.1 Update 1, alguns itens nesta interface podem mudar, com foco nos computadores com mouse e teclado.[carece de fontes?]

### Inicialização
A Microsoft também anunciou que o usuário poderá escolher entre ir diretamente para a Área de trabalho ou a Tela Inicial quando iniciar o sistema após inúmeras críticas.[carece de fontes?]

### Pesquisas
A Microsoft "anexou" o Bing ao Windows 8.1 e as pesquisas estão mais completas. Por exemplo, se pesquisar sobre uma cidade, ele mostrará algumas informações dela, como mapas, clima, etc. Antes, o Bing estava incluído no Windows 8 como um aplicativo da interface Metro UI.[carece de fontes?]

### Windows Store
A Windows Store ganhou um novo visual e recursos que visam a facilitar a descoberta e a transferência de novos aplicativos. Além disso, a loja de softwares do sistema operacional tem crescido em ritmo acelerado, oferecendo um portfólio de programas cada vez maior. Conforme anunciado pelo então CEO da empresa, Steve Ballmer, a Windows Store já conta com quase 100 mil aplicativos. Nesse sentido, a plataforma já ganhou aplicativos oficiais de alguns serviços e redes sociais importantes e populares, como Facebook e Flipboard, e deve ganhar mais aplicativos de serviços relevantes a qualquer momento.[carece de fontes?]

### Videoconferências com o Skype
A Microsoft anunciou que agora será possível realizar videoconferências pelo Skype na Tela de Bloqueio.

### Exibição de janelas Metro
No Windows 8 (por vezes intitulada e referida como Windows 8.0 para evitar ambiguidade), era possível exibir, no máximo, apenas duas janelas da interface Metro UI simultaneamente. No Windows 8.1, o limite foi aumentado para quatro. Assim, quando usados monitores em paralelo, a nova interface da plataforma consegue exibir até oito programas diferentes — algo extremamente útil para quem possui uma rotina na frente do computador, que exige a utilização de vários softwares ao mesmo tempo.

### Suporte a impressoras 3D
Uma agradável surpresa do Windows 8.1 é a sua compatibilidade nativa com diversos modelos de impressoras 3D. A novidade deve abranger as principais marcas desse mercado, já que a Microsoft está fazendo parcerias com companhias renomadas do ramo, como Makerbot, 3D Systems, Form Labs e Autodesk. Com isso, não será preciso passar seus projetos para aplicativos secundários – é só enviar o comando de impressão e aguardar. Tal implementação deixa clara a intenção da Microsoft em atrair desenvolvedores interessados nas impressoras 3D, para que eles criem aplicativos exclusivos para o Windows.

### Novos aplicativos
A Microsoft embutiu alguns aplicativos novos e recursos novos no Windows 8.1, como:
- Alarmes: este aplicativo é especialmente útil nos tablets, e possui alarme, temporizador e cronômetro;[carece de fontes?]
- Calculadora: a versão Metro da Calculadora do Windows 8.1 possui funções científicas e diversos conversores de unidade;[carece de fontes?]
- Lista de Leitura: este aplicativo funciona como um "menu Favoritos” turbinado e que guarda páginas para serem lidas posteriormente; [carece de fontes?]
- Receitas e Bebidas: este aplicativo de culinária traz receitas, bebidas e dicas de culinária, e possui um modo "hands-free”, que permite a manipulação do aplicativo sem a necessidade de encostar na tela com as mãos sujas.[11]

### Fotos
A Microsoft disponibilizará funções de edição de imagens na nova versão do aplicativo, com várias predefinições (assim como o Instagram, porém mais completo). Esta é a versão "Metro" do aplicativo Galeria de Fotos do Windows.[carece de fontes?]
- Saúde e Bem-estar: Este aplicativo traz dicas de saúde, bem-estar e ginástica.[carece de fontes?]

### Recursos removidos
O sistema operativo Windows 8.1 é uma a(c)tualização mais modesta e menos radical, porém, alguns recursos foram removidos, entre os quais destacam-se o aplicativo Mensagens, que foi substituído pelo recurso de mensagens da versão Metro do Skype (porém, com a perda de alguns recursos), e o aplicativo de busca do Bing, que foi substituído pelo novo recurso de busca do sistema, que é anexado ao Bing.[carece de fontes?]

## Edições
Se o usuário estiver atualizando do Windows 8 através da Windows Store, a atualização é feita via Windows Store, contendo uma edição do Windows 8.1 igual à edição do Windows 8 em execução. Abaixo, estão as edições do Windows 8.x:

### Edições
- Windows 8.1;[nota 2][13]
- Windows 8.1 Pro;[nota 3][13]
- Windows 8.1 Pro com Media Center;[nota 4][13]
- Windows 8.1 Enterprise;[nota 5][13]

### Windows Phone 8.1
Windows Phone 8.1 é a quarta geração do sistema operacional mobile, Windows Phone, sucedendo ao Windows Phone 8. Foi lançado sua versão preview em 14 de Abril de 2014, e lançado para o público em geral no dia 15 de julho de 2014.
Ele utiliza um kernel semelhante ao do Windows 8.1, e também é integrado ao mesmo através de uma Conta da Microsoft.
Todos os dispositivos com o Windows Phone 8 instalado podem ser atualizados para o Windows Phone 8.1.

### Windows RT 8.1
O Windows RT 8.1 é uma versão exclusiva para tablets e conversíveis do Windows 8, que se tornará Windows RT 8.1 com a a(c)tualização. O Windows RT se difere do Windows 8 por conter uma versão do Microsoft Office 2013 integrada ao sistema e por rodar apenas aplicativos integrados ou da Windows Store.
Recentemente a Microsoft anunciou a descontinuação do Windows RT para se dedicar ao Windows 10.

### Descontinuação da ediçãoStarter
A Microsoft também anunciou que não serão mais feitas edições Starter Edition do Microsoft Windows porque a Microsoft não quer mais limitar tanto os usuários e que ela investiria mais no mercado móvel.

### Variante para servidores
A variante do Windows 8.1 para servidores será uma a(c)tualização do Windows Server 2012, chamada Windows Server 2012 R2 (cujo codinome é Server Blue). Sua versão final já está disponível no site do Windows Server.[carece de fontes?]

## Requisitos
Os requisitos do sistema para o Windows 8.1 são os mesmos do Windows 8:
- Processador: 1 GHz ou mais rápido;[17]
- Memória RAM: 1 GB (32 bits) ou 2 GB (64 bits);[17]
- Espaço disponível no disco rígido: 14 GB (32 bits) ou 20 GB (64 bits);[17]
- Placa de vídeo: dispositivo gráfico com Microsoft DirectX 9 e driver WDDM.[17]

## Desempenho
O desempenho do Windows 8.1 é bastante aceitável, trás mais estabilidade comparado a outras versões do Windows. Ele corrige vários bugs de desempenho do Windows 8 comum, além dessas novidades, trás um desempenho excelente sem utilizar drivers de vídeo, como foi feito para tablets principalmente, ele funciona normalmente em computador que pode ter o hardware até 4 vezes melhor. Um exemplo de tablet com hardware modesto, mas que funciona bem com o sistema é o Lenovo Miix 300.

## Idiomas
O Windows 8.1 está disponível em vários idiomas; porém, o Windows RT 8.1 roda apenas alguns destes.[carece de fontes?]

## Suporte
A migração necessária do Windows 8 para o Windows 8.1 para clientes até 12 de Janeiro de 2016.[carece de fontes?], tanto como o suporte base do Windows 8 encerra em 09 de Janeiro de 2018 e o seu suporte estendido encerra em 10 de Janeiro de 2023, o Windows 8.1 seguirá o mesmo "ciclo de vida de suporte" do Windows 8. Sendo assim, por causa do Windows 8.1 lançado em 17 de Outubro de 2013, apesar do Windows 8 (8.0) ter este ciclo de vida, seria a acabar no período de Service Pack anterior em 12 de Janeiro de 2016 como se fosse um Service Pack anterior (8.0), e o Windows 8.1 como se fosse o mais recente. Sendo assim, significa que são os clientes do Windows 8 que serão necessitado a migrar (do 8.0) para 8.1 para manter com ciclo de vida de suporte do Windows 8, apesar dos dois terem o mesmo ciclo de vida de suporte sem significar que por geral do Windows 8 (o 8.0) simplesmente acabar o suporte dele em 12 de Janeiro de 2016, como se fosse antecessor do 8.1 como título anterior, sendo assim, é o Windows 7 que é do título anterior do dono do título, Windows 8 [(8.0) e 8.1].[carece de fontes?]

## A recepção crítica
O Windows 8.1 recebeu críticas melhores do que o Windows 8 Tom Warren do The Verge ainda considerada a plataforma a ser um "work in progress", devido ao número de aplicativos disponíveis, o nível de deficiência de recursos que os aplicativos têm em comparação com programas de desktop, e porque ele sentiu que a navegação com mouse e teclado ainda era "estranho". No entanto, ele elogiado muitas das grandes mudanças no 8.1, tais como a funcionalidade tirando expandido, aumento Iniciar tela de personalização, SkyDrive e integração Bing, melhorias para aplicativos de ações e, particularmente, ele considerou a aplicação Correio para ser "anos-luz à frente" do original versão de 8 Ele concluiu que "A Microsoft conseguiu um lote dentro de 12 meses, mesmo que um monte de adições se sentem como se deveria ter estado lá desde o início com o Windows 8" 
Joel Hruska de ExtremeTech criticou contínuos problemas de integração entre a área de trabalho e aplicativos em 8,1, apontando exemplos como o aplicativo Photos, que "ainda se recusa a reconhecer que os usuários podem ter diretórios foto anterior", e que o aplicativo Mail "ainda não pode fale com o ambiente de trabalho, se você tentar enviar um e-mail na área de trabalho, sem outro cliente de email instalado, o Windows irá dizer-lhe que não há cliente de email capaz de executar essa ação. "No entanto, melhorias para outros aplicativos, tais como pessoas e Notícias (apontando melhorias na interface, eo app Notícias usando links adequada ao compartilhar histórias, ao invés de ligações não-padrão que só podem ser reconhecidas pelo app). Apesar de elogiar o sistema de encaixe mais flexível, ele ainda apontou falhas, tais como a incapacidade de manter as configurações de snap em determinadas situações. Funcionalidade de pesquisa de 8,1 foi recebido com críticas mistas; embora salientando a integração Bing e design atualizado, o sistema foi muito criticado por arbitrariamente deixando de fora dispositivos de armazenamento secundário a partir do modo "Everything". 
Peter Bright do Ars Technica elogiou muitas das melhorias no 8.1, como o seu mais "completa" interface de toque, os conteúdos do tutorial "razoável", as novas ferramentas de autocomplete no teclado na tela, melhorias de software, ea profunda integração SkyDrive. No entanto, ele sentiu que a transição entre a área de trabalho e aplicativos "ainda tende a se sentir um pouco deslocado e desconectados" (mesmo que a opção de usar o PAPEL DE PAREDE na tela Iniciar fez sentir mais integrado com a interface de desktop ao invés de diferente), e que a restauração do botão Iniciar fez as duas interfaces sentir ainda mais inconsistente por causa de quão diferente ele opera entre o desktop e aplicativos. 
Certos aspectos da 8.1 também foram motivo de preocupação por causa de suas implicações de privacidade. Em sua revisão de 8,1, Joel Hruska observou que a Microsoft tinha feito deliberadamente mais difícil para que os usuários criem uma conta de "Local" que não está vinculado a uma conta Microsoft para sincronizar, uma vez que "[faz] claro que a empresa realmente, quer que você compartilhar tudo o que você faz com ele, e isso não é algo que um número cada vez maior de pessoas e empresas são confortáveis fazendo ". [85] Woody Leonhard da InfoWorld observou que, por padrão, o Windows 8.1 do" sistema de Busca Inteligente "envia consultas de pesquisa e outras informações para a Microsoft, que poderia ser usado para publicidade segmentada. Leonhard considera que este é irônico, dado que a Microsoft havia criticado o uso do Google de táticas semelhantes com a sua campanha de publicidade "Scroogled".